# Незнани јунак
„Незнани јунак” је југословенски ТВ филм из 1972. године. Режирала га је Вида Огњеновић а сценарио је написао Ворен Фрост.

## Улоге
| Глумац            | Улога |
| ----------------- | ----- |
| Ђорђе Јелисић     |       |
| Љиљана Крстић     |       |
| Татјана Лукјанова |       |
| Никола Милић      |       |
| Даница Мокрањац   |       |
| Јосиф Татић       |       |